# Pete Bethune
Peter James "Pete" Bethune (født 4. april 1965) er en New Zealandsk fortaler for biobrændstof, miljøaktivist og grundlægger af dyreværnsorganisationen Earthrace Conservation. Han er indehaver af verdensrekorden for den hurtigste rejse rundt om jorden i en speedbåd. Han var tidligere involveret i Sea Shepherd Conservation Society og var i den forbindelse kaptajn på Ady Gil (tidligere Earthrace), indtil skibet sank efter en kollision med et japansk hvalfangst fartøj. Han blev dømt i Japan for vold mod et japansk besætningsmedlem med et smørsyre projektil i en direkte-aktion med Sea Shepherd, der involverede bording af et hvalfangst fartøj for at anholde kaptajnen. Han blev idømt en betinget dom.

## Tog afstand fra Sea Shepherd
Bethune trak sig ud af Sea Shepherd ved at poste et åbent brev på Facebook den 4. oktober 2010, hvor han fordømte organisationen og dens leder, Paul Watson, som han kaldte "uærlig" og skrev at han var "gået moralsk konkurs (morally bankrupt)". Ifølge Bethunes brev, var han blevet beordret af Watson, til at sænke Ady Gil med vilje for at skabe mere offentlig omtale efter kollisionen med det japanske hvalfangstskib. Han insisterer på, at de ældre medlemmer af Sea Shepherd regelmæssigt lyver og konspirerer over de alvorlige emner, og næver flere detaljer i sit brev.
Pete Bethune har siden etableret sin egen miljøorganisation (bevaringsorganisation), som kaldes Earthrace Conservation.